# Delhi (villa)
Delhi es una villa situada en el municipio homónimo, en el condado de Delaware, estado de Nueva York, Estados Unidos. Tiene una población estimada, a mediados de 2022, de 2982 habitantes.
Es la sede del condado.

## Geografía
La localidad está ubicada en las coordenadas 42°16′39″N 74°54′56″O / 42.27750, -74.91556 (42.277417, -74.91548).

## Demografía
Según la estimación 2018-2022 de la Oficina del Censo, los ingresos medios de los hogares de la localidad son de $55,486 y los ingresos medios de las familias son de $90,909. Alrededor del 17.6% de la población está por debajo de la línea de pobreza.